# From Dark to Light
From Dark to Light è un mixtape del rapper statunitense NLE Choppa, pubblicato il 1º novembre 2020, compleanno dell'artista, su etichetta NLE Choppa Entertainment e Warner Records.

## Accoglienza
Fred Thomas di AllMusic ha detto: "Le armi, la violenza e la vita di strada erano temi costanti nella musica di Choppa, ma il mixtape From Dark to Light prende una svolta inaspettata verso la positività e l'illuminazione".

## Tracce
1. Intro – 1:32
2. Bryson – 3:41
3. Picture Me Grapin' – 3:42
4. Moonlight (feat. Big Sean) – 3:30
5. Taliban – 3:04
6. Twin Flame – 3:17
7. Body Catchers – 2:41
8. Hear Me (feat. Ink) – 2:59
9. Man Down – 3:09
10. 100 Grapes – 2:53
11. Love Tonight – 3:40
12. Done – 2:57
13. Paradise – 3:24

## Classifiche
| Classifica (2020) | Posizione massima |
| ----------------- | ----------------- |
| Stati Uniti       | 115               |